# Dennis Gabor
Dennis Gabor (madžarsko Gábor Dénes), madžarski fizik, * 5. junij 1900, Budimpešta, Madžarska, † 9. februar 1979, London, Anglija, Združeno kraljestvo.
Gabor je leta 1971 prejel Nobelovo nagrado za fiziko »za izum in razvoj postopka holografije.«